# Фон Шоттенстайн, Марси
Марселла Жанетт (Марси) фон Шоттенстайн (до замужества — Плейс) (англ. Marcella Jeanette (Marcy) von Schottenstein (Place), 23 апреля 1959, Лонг-Бич, Калифорния, США) — американская хоккеистка (хоккей на траве), полевой игрок. Бронзовый призёр летних Олимпийских игр 1984 года.

## Биография
Марси Плейс родилась 23 апреля 1959 года в американском городе Лонг-Бич.
В 1981 году окончила колледж Калифорнийского университета в Беркли по специальности «экономика».
Играла в хоккей на траве за «Калифорния Голден Бирз» из Беркли.
С 1980 года играла за сборную США.
В 1984 году вошла в состав женской сборной США по хоккею на траве на летних Олимпийских играх в Лос-Анджелесе и завоевала бронзовую медаль. Играла в поле, провела 3 матча, мячей не забивала.
В 1987 году завоевала серебряную медаль хоккейного турнира Панамериканских игр в Индианаполисе.
В 1988 году вошла в состав женской сборной США по хоккею на траве на летних Олимпийских играх в Сеуле, занявшей 8-е место. Играла в поле, провела 5 матчей, мячей не забивала.
Участвовала в чемпионатах мира 1983 и 1986 годов.
После окончания игровой карьеры работала в сфере коммерческой недвижимости.

## Увековечение
Введена в Зал славы американского хоккея на траве и Зал спортивной славы Калифорнийского университета.